# Sic
Pour les articles homonymes, voir Sic (homonymie).
Pour les articles ayant des titres homophones, voir Sick, Sikh et SIC.
Sic est un adverbe d'origine latine signifiant « ainsi ». Il est utilisé pour montrer que l'on cite, tels quels, un terme ou une phrase dont le sens peut paraître étrange ou surprendre le lecteur, du fait que l'auteur du texte a noté une erreur mais l’a transcrite littéralement pour rester fidèle à l'original.

## Usage
En français, et dans d'autres langues comme l'anglais, l'espagnol, l'italien, le portugais, le roumain ou le suédois, sic est utilisé pour montrer que l'on cite, tels quels, un terme ou une phrase dont le sens peut paraître étrange ou surprendre le lecteur, du fait que l'auteur du texte a noté une erreur mais l’a transcrite littéralement pour rester fidèle à l'original.
Cet adverbe peut également vouloir dire que la citation a été recopiée en conservant la mise en forme.
Conformément à l'usage, le mot étant issu d'une langue étrangère (le latin en l’occurrence), on l’écrit en italique et entre crochets ou entre parenthèses — [sic] ou (sic) —, et on le souligne quand il est manuscrit. Les crochets servent à indiquer l'adjonction de sic par un auteur, un éditeur ou un commentateur dans le texte d'un autre, tandis que les parenthèses sont utilisées par un auteur dans son propre texte,.